# كتاب المصاحف
كتاب المصاحف هو كتاب عن جمع القران الكريم، ألفه الحافظ أبو بكر بن أبي داود، يتناول المؤلف في كتابه العديد من المسائل المتعلقة بالمصحف الشريف وكتابته وتاريخ جمعه، وأسماء كتبة الوحي، وجمع القرآن بعد وفاة النبي، والكلام على المصاحف العثمانية والمصحف الإمام ومصاحف الصحابة، وسلك المؤلف منهجه في تأليف الكتاب بالتالي:
- قسّم المصنف الكتاب إلى أبواب، وجعل لكل باب عنوان يحمل إشارة مختصرة إلى مضمون ما سيذكره من نصوص في الباب.
- انتهج المصنف في تأليف الكتاب الطريقة المعروفة عند أهل الحديث في التصنيف وهي إيراد النصوص بأسانيدها إلى أصحابها، وقد أورد المصنف في الكتاب الأحاديث المرفوعة والآثار الموقوفة على الصحابة والتابعين.
- عقب المصنف على كثير من النصوص التي أوردها بالشرح والبيان والكلام على بعض الرواة بالتعريف بهم أو بالكلام عليه جرحا وتعديلا.